# Municipio de North Wilkesboro
El municipio de North Wilkesboro (en inglés: North Wilkesboro Township) es un municipio ubicado en el  condado de Wilkes en el estado estadounidense de Carolina del Norte. En el año 2010 tenía una población de 7.319 habitantes.

## Geografía
El municipio de North Wilkesboro se encuentra ubicado en las coordenadas 36°9′57.47″N 81°10′49.31″O / 36.1659639, -81.1803639.